# Faustino Perisauli
Faustino Perisauli (Tredozio, 1450 – Rimini, 1523) est un écrivain et poète humaniste italien de la Renaissance.

## Éléments biographiques
Homme d’église et de cour, Faustino Perisauli devient l’un des précepteurs de la maison d’un autre humaniste, Francesco Colonna (auquel on attribue l’Hypnerotomachia Poliphili, ou Songe de Poliphile). C’est à cette époque qu’il compose son De honestu appetitu.

## De Triumpho Stultitiae
On doit à Perisauli un petit volume en vers écrit en latin et intitulé De Triumpho Stultitiae, dans lequel certains ont vu une source d’inspiration de l’Éloge de la Folie d’Érasme, quand d'autres considèrent qu’il en est plutôt une imitation,.